# 磷化镉
磷化镉（Cd3P2）是一种无机化合物。它是一种灰色或蓝白色固体，是一种半导体材料，能隙 0.5 eV。它可以用作杀虫剂、激光二极管和大功率高频电子设备的材料。

## 制备
磷化镉可以由镉和磷直接反应而成：
3 Cd  +  2 P   →   Cd3P2

## 结构
Cd3P2在室温下是四方晶系。
磷化镉的晶体结构非常类似磷化锌（Zn3P2），砷化镉（Cd3As2）和 砷化锌 （Zn3As2）。这些化合物都是Zn-Cd-P-As 四元结构的成分。

## 危险
和其它金属磷化物一样，磷化镉也是有急性毒性的，当接触到胃酸时会反应并生成磷化氢。它也是致癌物，并且由于可引起镉中毒，在很大程度上对皮肤、眼睛和其他器官产生危险。